# Маури (футболист)
Маурисио Угартемендия Лаузирика (исп. Mauricio Ugartemendia Lauzirika; 26 июля 1934, Герника, Страна Басков — 18 февраля 2022, Герника, Страна Басков), более известен как Маури (исп. Mauri) — испанский футболист, игравший за «Атлетик Бильбао» в течение 11 сезонов.

## Биография

### Игровая карьера
Начал игровую карьеру в команде «Депортиво Гечо», в котором отыграл один сезон.
Затем перешёл в «Атлетик Бильбао», в составе которого отыграл 11 лет, выиграв в 1956 году чемпионат Испании и 3 Кубка страны.
В последующие годы играл за «Рекреативо» (1964—1966), «Сабадель» (1966) и «Реал Авилес» (1966—1967), в котором закончил карьеру.
За сборную Испании сыграл 5 матчей.

### Смерть
Скончался 18 февраля 2022 года в возрасте 87 лет.

## Достижения
«Атлетик Бильбао»
- Чемпион Испании (1): 1955/56
- Обладатель Кубка Испании (3): 1955, 1956, 1958